# São Francisco (Paraíba)
São Francisco is een gemeente in de Braziliaanse deelstaat Paraíba. De gemeente telt 3.544 inwoners (schatting 2009).
De gemeente grenst aan Sousa, Aparecida, Pombal en Santa Cruz.